# 睡觉 (2013年电影)
《睡觉》（英语：Sleep），2013年电影，由尤哈·利亚执导，片中有约一个小时的尤哈裸睡的镜头。影片使用多台摄像机从多个角度拍摄，并有从無人航空載具和摩托上拍摄的夢的镜头。本片于2015年鹿特丹影展首映。
这部电影发行之年，正逢美国艺术家兼电影制片人安迪·沃荷的《睡眠》发行50周年。此翻拍片探索了现代科技让人更容易制作超长度电影的可行度。沃荷最初是想把《睡眠》拍到8小时长的。据其回忆录所载，他曾对杰拉德·马拉加说：“拍摄碧姬·芭杜睡8个小时是不是很棒？”但由于技术限制，这在当时是不可能的。利亚的翻拍版本正是为了达到沃荷的这一目标。